# Рабочий журнал
«Рабочий журнал» — литературно-художественный, общественный и научно-популярный двухмесячник группы пролетарских писателей «Кузница», выходивший в 1924—1925 годах. Всего вышло восемь номеров, в том числе два сдвоенных.

## История
Ответственным редактором стал Г. Якубовский, в редколлегию вошли Ф. Гладков, Н. Ляшко, С. Обрадович, Г. Санников.
С № 4 за 1925 год ответственным редактором становится В. Бахметьев, место Санникова в редколлегии занимает М. Овражин.
В журнале было четыре постоянных отдела: художественный, теории искусства, рабочего быта, критики и библиографии. Помимо этого публиковались научно-популярные и политико-экономические статьи.
Редакционная статья в первом номере обещала выявлять произведения современной литературы, близкие «миропониманию пролетариата», однако круг авторов так и не вышел за пределы «Кузницы». Были опубликованы «Доменная печь» Ляшко и «Цемент» Гладкова (отрывок), ставшие классикой советского производственного романа. Публиковалась также проза П. Низового, А. Аросева, А. Новикова-Прибоя, В. Бахметьева, В. Шишкова, А. Бибика, Ф. Каманина; стихи Н. Полетаева, В. Наседкина, С. Щипачёва, М. Голодного, А. Крайского, В. Александровского, М. Праскунина, О. Колычева, В. Саянова, Б. Ковынева и других.
В декабре 1925 журнал был закрыт.